# Haßloch
Haßloch (ou Hasseloch) est une municipalité allemande située dans le land de Rhénanie-Palatinat et l'arrondissement de Bad Dürkheim.

## Lieux et monuments
- Le parc d'attractions Holiday Park.